# Новые Черницы
Но́вые Че́рницы (фин. Uusi Sernitsa) — деревня в Гатчинском муниципальном округе Ленинградской области.

## История
На «Топографической карте окрестностей Санкт-Петербурга» Ф. Ф. Шуберта 1831 года на месте будущей деревни упомянута «Черницкая харчевня».
Согласно «Топографической карте частей Санкт-Петербургской и Выборгской губерний» в 1860 году деревня называлась Черницы и состояла из 2 крестьянских дворов.

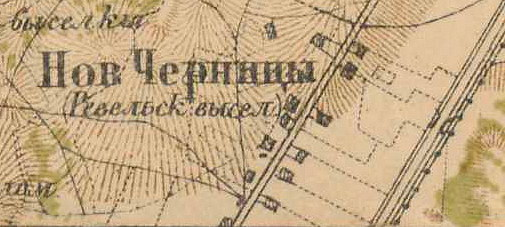
План деревни Новые Черницы. 1885 год

На карте 1885 года деревня обозначена как Новые Черницы (Ревельские выселки).
После 1896 года в деревне открылся эстонский молитвенный дом приписанный к Гатчинскому лютеранскому приходу (Хатсина).
В конце XIX — начале XX века деревня административно относилась к Гатчинской волости 2-го стана Царскосельского уезда Санкт-Петербургской губернии. Население деревни было однородным — эстонским.
К 1913 году она насчитывала 12 дворов. Население деревни было исключительно эстонским.
С 1917 по 1922 год деревня Новые Черницы входила в состав Эстонского сельсовета Гатчинской волости Детскосельского уезда.
С 1922 года в составе Черницкого сельсовета. 
С 1923 года вновь в составе Эстонского сельсовета.
С 1924 года вновь в составе Черницкого сельсовета.
Согласно данным переписи населения СССР 1926 года в деревне Черницы Новые Черницкого сельсовета Троцкой волости Троцкого уезда проживали 70 человек, все эстонцы и финны. В 1928 году население деревни Новые Черницы также составляло 70 человек.

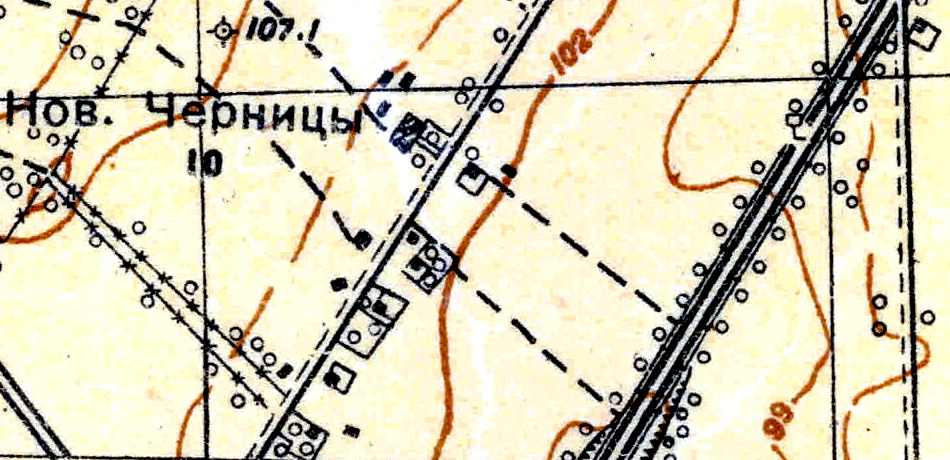
План деревни Новые Черницы. 1931 год

Согласно топографической карте 1931 года деревня насчитывала 10 дворов. 
На карте 1932 года она обозначена как Большие Черницы.
По административным данным 1933 года деревня называлась Большие Черницы и входила в состав Черницкого финского национального сельсовета Красногвардейского района. 
С 1939 года, в составе Никольского сельсовета.
C 1 августа 1941 года по 31 декабря 1943 года деревня находилась в оккупации.
С 1952 года, в составе Войсковицкого сельсовета.
В 1958 году население деревни Новые Черницы составляло 108 человек.
По данным 1966 года деревня Новые Черницы вновь входила в состав Никольского сельсовета.
По данным 1973 и 1990 годов деревня Новые Черницы входила в состав Большеколпанского сельсовета.
В 1997 году в деревне проживали 53 человек, в 2002 году — 49 человек (русские — 84%), в 2007 году — 36.

## География
Деревня расположена в северо-западной части района на автодороге Р23 «Псков» (E 95, Санкт-Петербург — граница с Беларусью).
Расстояние до административного центра поселения, деревни Большие Колпаны — 5 км.
Расстояние до ближайшей железнодорожной станции Гатчина-Балтийская — 7 км.

## Демография
| 2007 | 2010 | 2011 | 2012 | 2017 |
| ---- | ---- | ---- | ---- | ---- |
| 36   | ↗62  | ↘46  | →46  | ↗70  |

### Национальный состав
Согласно данным Всероссийской переписи населения 2021 года в деревне проживали 204 человека, из них:
 русские — 169, узбеки — 25, таджики — 7, грузины — 1, другие национальности — 1 человек, один человек национальность не указал.

## Предприятия и организации
Конно-спортивная база.
В Новых Черницах расположено садоводство (90 участков), общей площадью 5 га.

## Улицы
Южная.